# Primer Eixample de Pamplona

Ubicació del Primer Eixample de Pamplona

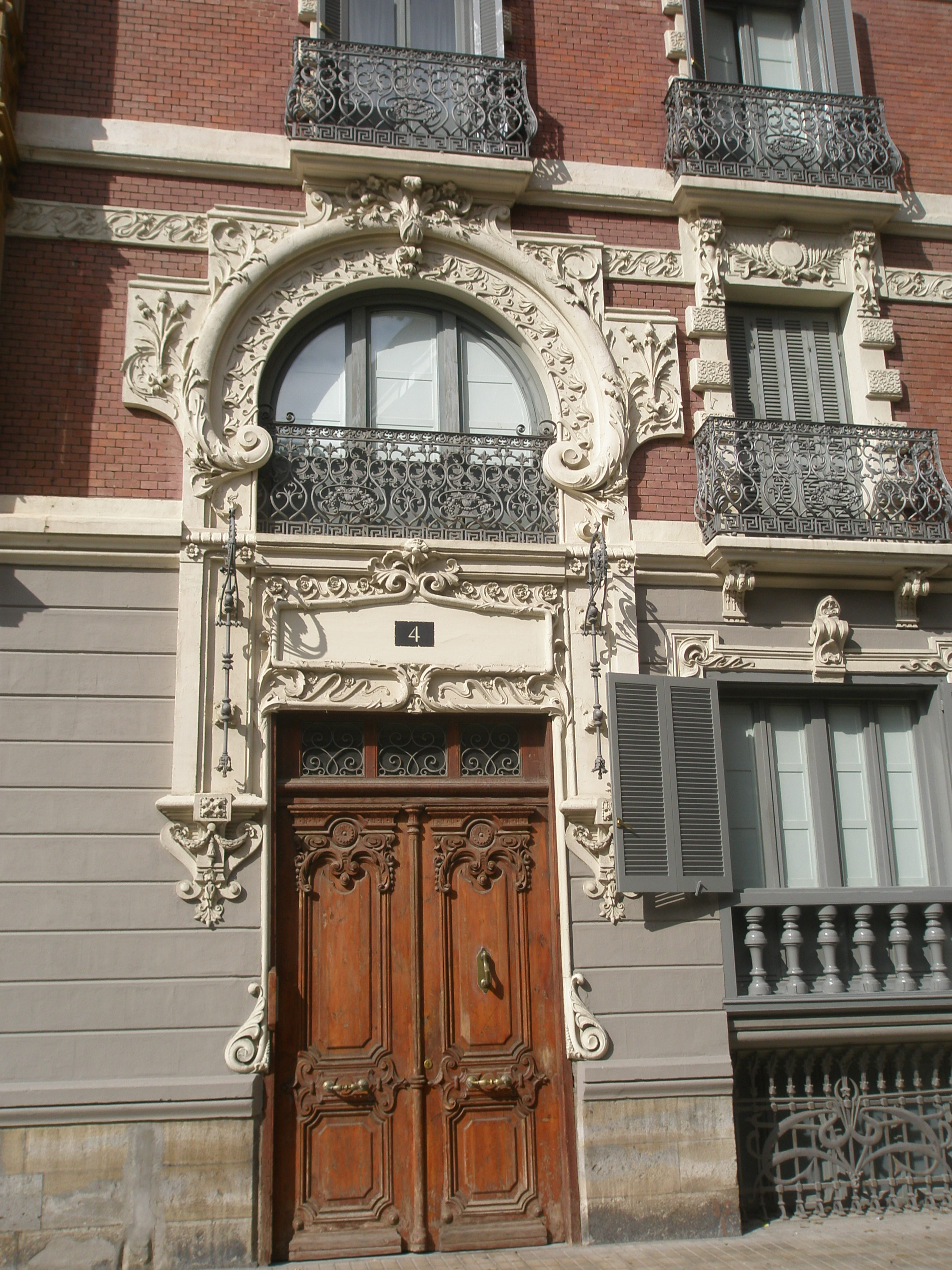
Portal modernista.

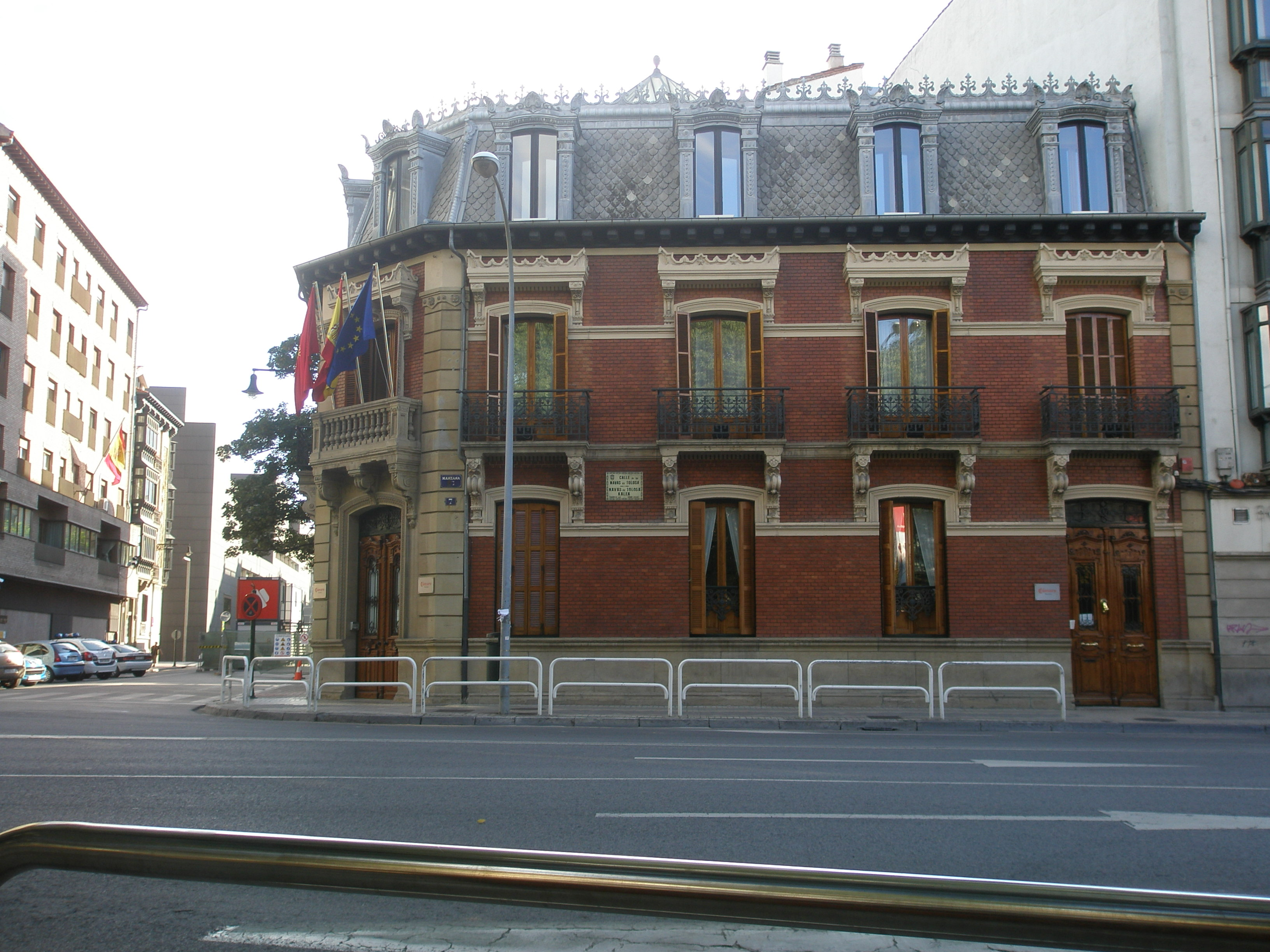
Cambra de Comerç.

El Primer Eixample de Pamplona (Ensanche Viejo o Lehenengo Zabalgunea en euskera) és un barri de Pamplona, i és compost d'unes poques illes de cases entre la Ciutadella, la Taconera i fins al Palau de Navarra.

## Història
La Pamplona del segle xix era una ciutat de marcada personalitat militar, les muralles que la protegien des del segle xvi constituïen un cinturó que no la deixava créixer. Això va provocar problemes d'amuntegament urbà. A l'exterior de les muralles no era possible edificar per raons militars, on es denominava «zones polèmiques» en l'argot militar, és a dir un terreny proper a un recinte militar en el qual no es pot construir. En zones més allunyades de la ciutat es podia construir però només edificis de fusta i de poca altitud determinada. Aprofitant una visita del rei Alfons XII, el 1884 aquestes normes es van suavitzar. Les negociacions per a crear un primer eixample van començar el 1887, de mans del regidor Serafín Mata y Oneca. Per a això va caldre cedir terrenys al soto d'Ansoáin als militars, a més de 750.000 pessetes i aigua per a les casernes, amb el resultat que es va poder edificar a l'interior del recinte emmurallat de la ciutat, confrontant amb la Ciutadella.
L'estudi urbanístic es va encarregar al Ram de Guerra, i en concret a la Comandància d'Enginyers, que el maig de 1888 presenta els plans que reflectien la solució que s'adoptaria a la fi: una ordenació longitudinal amb cinc pomes poligonals, de les quals la central és la més ampla, i una zona adjacent a les muralles que es reservava per a la construcció de casernes i altres edificis militars. L'àmbit d'aquesta actuació, és l'espai entre l'actual carrer Navas de Tolosa i la mateixa Ciutadella. El projecte definitiu va ser realitzat per l'arquitecte municipal Julián Arteaga.
El 1891 es van derrocar els baluards de San Antón i de la Victòria de la Ciutadella de Pamplona, els que miraven i controlaven la ciutat, juntament amb la porta de San Nicolás, erigida el 1666 i que després, el 1929 seria reconstruïda als jardins de la Taconera.
El 1890 es va vendre el primer solar de la zona i el 1900 l'últim. L'Eixample vell va comprendre solament cinc illes de cases en el qual es van instal·lar gent acomodada: l'actual Parlament de Navarra (que fou Palau de Justícia), La Alhóndiga, L'Escola d'Arts i Oficis antiga, l'anomenat Trànsit Municipal i a més va quedar una àmplia esplanada on es van edificar les casernes d'infanteria el 1919, que a la fi dels anys 60 van ser derrocats, exceptuant el Govern Militar.
El 1971 per realitzar l'avinguda de l'Exèrcit s'enderrocà una de les casernes, que s'havia construït sobre la mateixa muralla de la Ciutadella, de la qual una part va ser demolida. Durant l'enderrocament, va quedar, per tant, oberta en un dels seus costats, tancant-la posteriorment reconstruint el mur (el llenç que queda a l'esquerra de l'entrada principal).

Per la negativa continuada de l'Exèrcit a enderrocar les muralles inútils, Pamplona, no va poder gaudir abans d'un Eixample com el de Barcelona, Bilbao, o altres ciutats espanyoles.
La primera de les cinc pomes d'aquest Primer Eixample, es va perdre enmig de l'especulació de la segona meitat del segle xx i avui està dividida en dues formades per edificis moderns.

## Edificis i monuments emblemàtics
- Monument als Furs de Navarra.
- Ciutadella de Pamplona.

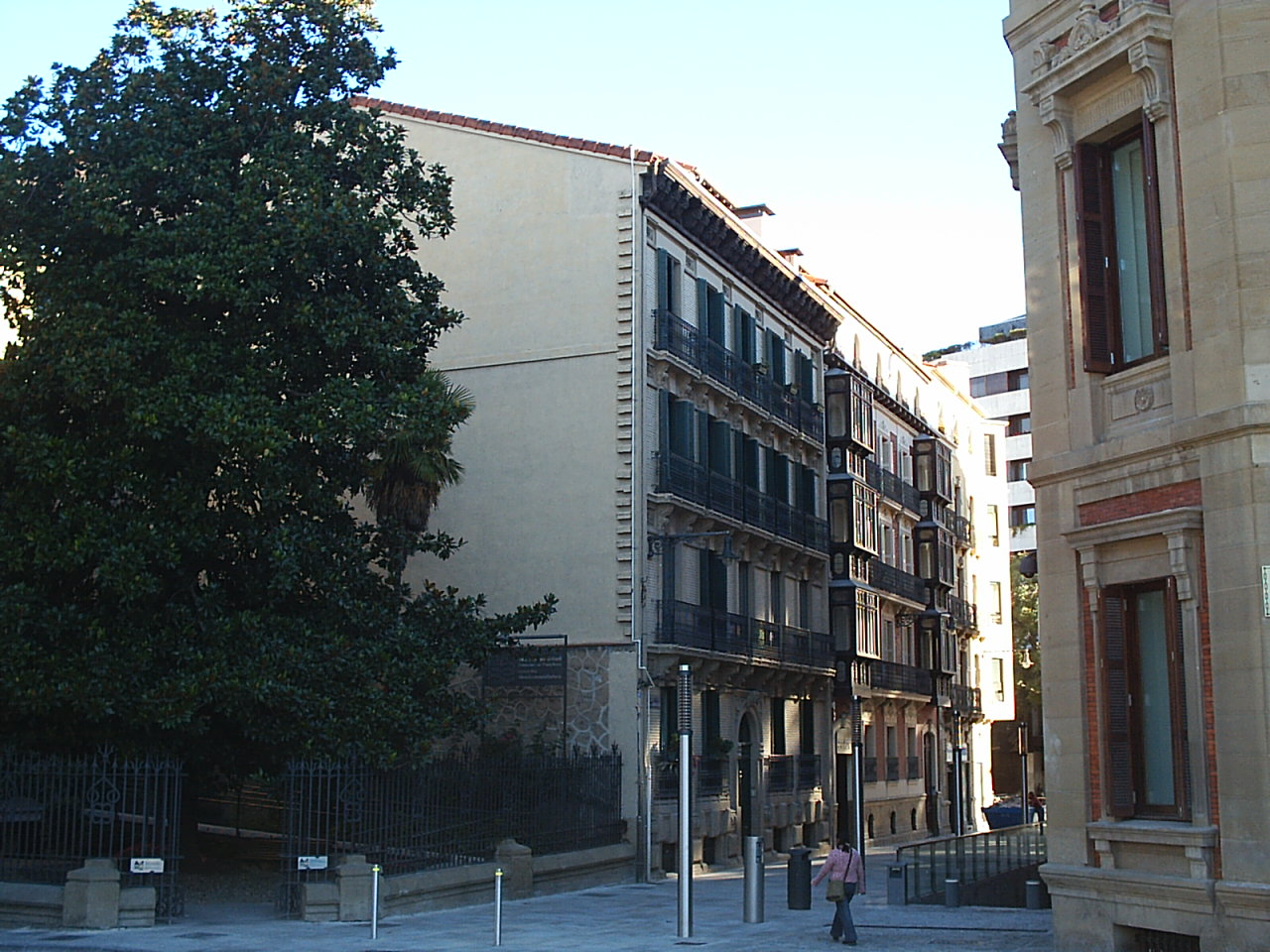
Carrer Marqués de Rozalejo. Lateral del Parlament.

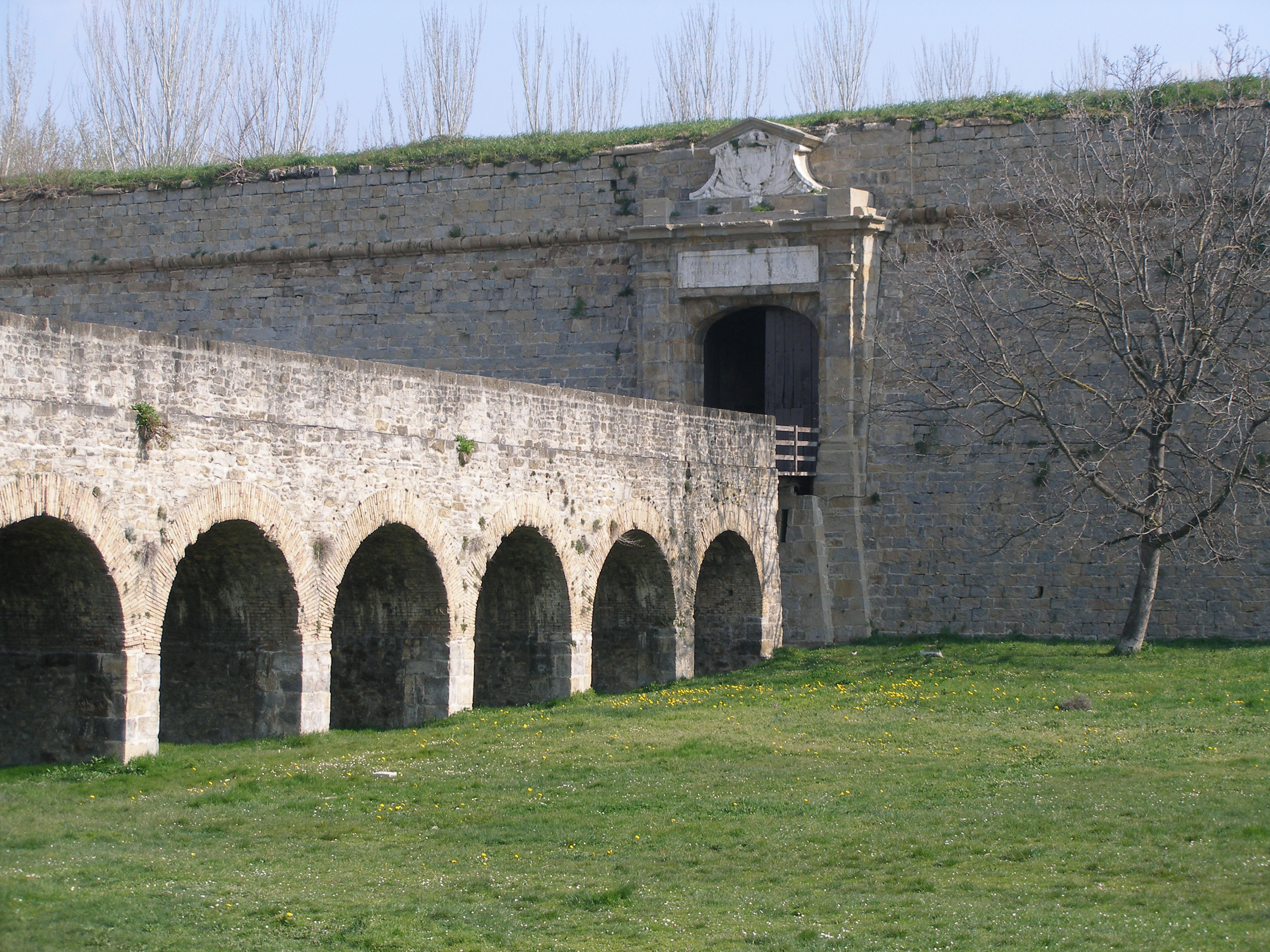
Puerta del Socorro de la ciutadella.

- Portal de San Nicolás, un dels set de la ciutat emmurallada. Construït el 1666 durant el regnat de Carles II el duc de San Germán era virrei. Llurs escuts van quedar plasmats en les pedres.
- Cambra de comerç, de 1890 per Florencio Ansoleaga. Edifici de caràcter burgès.
- Parlament de Navarra, realitzat per Julián Arteaga en 1892 com a Audiència i reformat l'any 2000 per Juan Miguel Otxotorena, Mariano González Presencio, Javier Pérez Ferreres i José Vicente Valdenebro.
- Edifici José Alonso, 4. De Manuel Martinez de Ubago en 1897. Edifici burgès.
- Mancomunitat Comarca de Pamplona. Per Angel Goicoechea en 1899
- Edifici General Chinchilla 6, dels anys 1900 per Manuel Martínez de Ubago, i és exponent d'un dels millors edificis d'arquitectura burgesa de Pamplona. Estilísticament, és una edificació modernista, un dels escassos exemples d'aquest moviment artístic en l'arquitectura de la ciutat. Actualment,[Quan?] és restaurat, per albergar una de les escoles de música de la ciutat.[Cal actualitzar]
- Govern militar. És l'únic edifici d'origen militar que es manté dels quals van completar el Primer Eixample. Data de 1915, en principi es va destinar a habitatges de l'oficialitat i posteriorment a oficines de la Comandància Militar.
- Baluard, de l'any 2003 de Francisco José Mangada
- Edifici de l'avinguda de l'Exèrcit 28, de l'any 1975. Realitzat per Fernando San Martín, Xabier Sánchez de Muniáin i Roberto Urtasun. Seu actual d'una entitat bancària i de diferents oficines del Govern de Navarra, de l'Ajuntament de Pamplona i d'alguns Col·legis Professionals.